# Anomoclausia indrehusae
Anomoclausia indrehusae is een eenoogkreeftjessoort uit de familie van de Anomoclausiidae. De wetenschappelijke naam van de soort is voor het eerst geldig gepubliceerd in 1964 door Gotto.